# Diritti umani in Cina
I diritti umani in Cina sono periodicamente revisionati dal Comitato per i diritti umani delle Nazioni Unite (UNHRC), su cui il governo della Repubblica popolare cinese e vari governi stranieri e organizzazioni per i diritti umani sono stati spesso in disaccordo.  
Le autorità della RPC, e vari sostenitori, affermano che le politiche esistenti e le misure di applicazione sono sufficienti per difendersi dalle violazioni dei diritti umani.  
Tuttavia, altri paesi e le loro autorità (come il Dipartimento di Stato degli Stati Uniti, il ministero degli affari esteri Canadese, tra gli altri), organizzazioni internazionali non governative(ONG), come Human Rights in China, Amnesty International e cittadini, avvocati e dissidenti all'interno del paese, affermano che le autorità della Cina continentale approvano o organizzano regolarmente tali abusi. 
Jiang Tianyong è l'ultimo avvocato noto per aver difeso i critici del governo che sono stati incarcerati. Nella repressione dei 709 iniziata nel 2015, più di 200 avvocati, assistenti legali e attivisti, tra cui Jiang, sono stati arrestati.
Numerosi gruppi per i diritti umani hanno divulgato questioni relative ai diritti umani in Cina che considerano il governo maltrattante, tra cui: la pena di morte (pena capitale), la politica del figlio unico (in cui la Cina aveva fatto eccezioni per le minoranze etniche prima di abolirla nel 2015), lo status politico e legale del Tibet e il mancato rispetto della libertà di stampa nella Cina continentale.  
Altre aree di preoccupazione includono la mancanza di riconoscimento legale dei diritti umani e la mancanza di un sistema giudiziario indipendente, stato di diritto e giusto processo. 
Ulteriori questioni sollevate in relazione ai diritti umani includono la grave mancanza di diritti dei lavoratori (in particolare il sistema hukou che limita la libertà di movimento dei lavoratori migranti), l'assenza di sindacati indipendenti (che da allora sono cambiati)  e le accuse di discriminazione contro i lavoratori rurali e le minoranze etniche - così come la mancanza di libertà religiosa - i gruppi per i diritti hanno evidenziato la repressione dei cristiani,buddista tibetano, musulmano uigura e Falun Gong gruppi religiosi. 
Alcuni gruppi di attivisti cinesi stanno cercando di espandere queste libertà, tra cui i diritti umani in Cina, si tratta dei difensori dei diritti umani cinesi e il China Human Rights Lawyers Concern Group. Gli avvocati cinesi per i diritti umani che si occupano di casi relativi a questi problemi, tuttavia, spesso subiscono molestie, licenziamenti e arresti.
Secondo il rapporto di Amnesty International del 2016/2017, il governo ha continuato a redigere e emanare una serie di nuove leggi sulla sicurezza nazionale che presentavano gravi minacce alla protezione dei diritti umani. 
La repressione a livello nazionale nei confronti di avvocati e attivisti per i diritti umani è continuata per tutto l'anno. Attivisti e difensori dei diritti umani hanno continuato a essere sistematicamente soggetti a monitoraggio, molestie, intimidazioni, arresti e detenzioni. 
Il rapporto continua che la polizia ha arrestato un numero crescente di difensori dei diritti umani al di fuori delle strutture di detenzione formale, a volte senza accesso a un avvocato per lunghi periodi, esponendo i detenuti al rischio di tortura e altri maltrattamenti. 
Librai, editori, attivisti e un giornalista scomparsi nei paesi vicini nel 2015 e nel 2016 si sono presentati in detenzione in Cina, causando preoccupazioni per le forze dell'ordine cinesi che agiscono al di fuori della loro giurisdizione.
Nel giugno 2020, quasi 50 esperti indipendenti delle Nazioni Unite hanno sollevato preoccupazioni di ampia portata sulla repressione delle "libertà fondamentali" da parte del governo cinese. 
Hanno evidenziato la repressione collettiva della popolazione, in particolare delle minoranze etniche e religiose, alla detenzione di avvocati, pubblici ministeri e difensori dei diritti umani. 
Hanno anche denunciato "l'impunità per l'uso eccessivo della forza da parte della polizia, il presunto uso di agenti chimici contro i manifestanti, le presunte molestie sessuali, l'aggressione di donne manifestanti nelle stazioni di polizia e le presunte molestie agli operatori sanitari".

## Posizione della Republica Popolare Cinese
ONG indipendenti come Amnesty International e Human Rights Watch, nonché istituzioni governative straniere come il Dipartimento di Stato degli Stati Uniti, presentano regolarmente prove della violazione da parte della RPC delle libertà di parola, movimento e religione dei suoi cittadini e di altri soggetti alla sua giurisdizione . 
Le autorità della RPC affermano di definire i diritti umani in modo diverso, in modo da includere i diritti economici e sociali oltre che politici, il tutto in relazione alla "cultura nazionale" e al livello di sviluppo del paese.
Le autorità della RPC, facendo riferimento a questa definizione, affermano che i diritti umani vengono migliorati.  Tuttavia, non utilizzano la definizione utilizzata dalla maggior parte dei paesi e delle organizzazioni. I politici della RPC hanno ripetutamente affermato che, secondo la  Costituzione della RPC, i "Quattro principi cardinali" sostituiscono i diritti di cittadinanza. 
I funzionari della Repubblica Popolare Cinese interpretano il primato dei Quattro Principi Cardinali come base legale per l'arresto di persone che, secondo il governo, cercano di rovesciare i principi. I cittadini cinesi che le autorità percepiscono essere conformi a questi principi, d'altro canto, sono autorizzati dalle autorità della RPC a godere ed esercitare tutti i diritti che derivano dalla cittadinanza della RPC, a condizione che non violino le leggi della RPC in alcun altro modo.

## La libertà di parola
Sebbene la costituzione del 1982 garantisca la libertà di parola, il governo cinese usa spesso le clausole di "sovversione del potere statale" e "protezione dei segreti di stato " nel loro sistema legislativo per incarcerare coloro che criticano il governo.
Durante le Olimpiadi estive del 2008, il governo ha promesso di rilasciare permessi che autorizzano le persone a protestare in "parchi di protesta" specificamente designati a Pechino.
Tuttavia, la maggioranza delle domande è stata ritirata, sospesa o bloccata e la polizia ha arrestato alcune delle persone che hanno presentato domanda.
I riferimenti a determinati eventi controversi e movimenti politici, nonché l'accesso a pagine Web considerate "pericolose" o "minacciose per la sicurezza dello Stato" dalle autorità della RPC, sono bloccati su Internet dalla RPC e il contenuto contestato o critico delle autorità della RPC è assente da molte pubblicazioni e soggetto al controllo del PCC all'interno della Cina continentale.
Le leggi nella Repubblica popolare cinese proibiscono la difesa della separazione di qualsiasi parte del suo territorio rivendicato dalla Cina continentale, o la sfida pubblica al dominio del PCC sul governo cinese. 
Una protesta non autorizzata durante le Olimpiadi di sette attivisti stranieri al China Nationalities Museum, protestando per un Tibet libero e bloccando l'ingresso, è stata sgomberata e i manifestanti deportati.
Motori di ricerca Internet stranieri, tra cui Microsoft Bing, Yahoo! e Google China, sono stati criticati per il sostegno a queste pratiche. Yahoo!, in particolare, ha affermato che non proteggerà la privacy e la riservatezza dei suoi clienti cinesi dalle autorità.
Nel 2005, dopo Yahoo!, la Cina ha fornito le sue e-mail personali e indirizzi IP al governo cinese ed il giornalista Shi Tao è stato condannato a dieci anni di reclusione per aver rilasciato un documento interno del Partito Comunista a un sito democratico cinese all'estero.
Il presidente di Skype, Josh Silverman, ha detto che era "conoscenza comune" che TOM Online avesse "procedure stabilite per... bloccare i messaggi istantanei contenenti determinate parole ritenute offensive dalle autorità cinesi".Nel giugno 2020, l'Unione europea ha chiesto il rilascio immediato di Yu Wensheng, che dopo due anni di detenzione, è stato condannato con l'accusa di "incitamento alla sovversione del potere statale", per aver scritto una lettera aperta che chiedeva riforme costituzionali.
Il 24 luglio 2020, il Partito Comunista Cinese (PCC) al governo cinese ha espulso un magnate della proprietà schietto e influente, Ren Zhiqiang, che ha denunciato il leader autoritario del paese, il segretario generale del PCC Xi Jinping; è scomparso a marzo dopo aver criticato Xi ed in seguito il suo caso è stato passato al sistema giudiziario per un'indagine penale.
Il 29 luglio 2020, il governo cinese ha iniziato ad applicare la nuova legge sulla sicurezza nazionale per sopprimere i discorsi pacifici, limitare la libertà accademica e generare un effetto agghiacciante sulle libertà fondamentali di Hong Kong.
L'11 agosto 2020 Human Rights Watch ha chiesto alle autorità cinesi, sulla base della legge sulla sicurezza, di rilasciare immediatamente i 10 sostenitori e attivisti della democrazia arrestati il 10 agosto e di far cadere tutte le vaghe accuse di "sicurezza nazionale" loro imposte.
Nel giugno 2020, Cai Xia, una professoressa in pensione della Central Party School del PCC, ha criticato Xi Jinping, il segretario generale del PCC, definendolo un "boss mafioso" e il Partito Comunista al governo uno "zombie politico". 
In un audio di 20 minuti sui siti di social network, ha detto che tutti sono schiavi di Xi e non ci sono diritti umani e stato di diritto, Ha suggerito che Xi dovrebbe andare in pensione.
Il 17 agosto 2020, Cai Xia è stata espulsa dalla Central Party School del PCC e le sue pensioni di vecchiaia sono state annullate.